# Asmir Begović
Asmir Begović (Trebinje, 20. lipnja 1987.) bosanskohercegovački je nogometni vratar i bivši reprezentativac. Trenutačno igra za Leicester City.

## Karijera

### Klupska karijera
Begović je 2003. potpisao omladinski ugovor s Portsmouthom, no bio je na posudbi u belgijskom La Louviereu do 2005.
Sezonu 2006./07. je proveo u Macclesfield Townu gdje je odigrao prvu utakmicu za neku seniorsku momčad protiv Stockport Countyja 25. studenog kada je ušao kao zamjena jer se Johnny Brain, prvi vratar tog kluba ozlijedio.
No i on se ozlijedio nakon samo tri utakmice.
U kolovozu 2007. godine je Begović prvi put bio na Portsmouthovom popisu u susretu protiv Aston Ville.
Prvu utakmicu za Portsmouth je odigrao protiv Sunderlanda 18. svibnja 2009., a njegova momčad je pobijedila rezultatom 3:1.
Nakon mnogobrojnih posudba, Begović 2010. godine odlazi u Stoke City gdje provodi 5 godina upisujući 160 utakmica za ovaj klub te postigavši jedan gol. Zanimljivo je to da se upisao u strijelce u utakmici protiv Southamptona 2013. godine kada je pogodio iz svog šesnesterca. Nakon odličnih partija za Stoke City, Mourinho je pokazao interes i doveo ga u Chelsea, nakon što je klub napustio Cech. U Chelsea-u Begović nije imao puno prilike da brani, tek toliko kad bi se porijedio Courtois ili na nekim manjim kup utakmicama. Asmir Begović je u Čelziju osvojio titulu prvaka Engleske 2017 godine, te odlučio da se vrati u Bournemouth za koji je nastupao 2007. godine na posudbi. Trenutno je član Bournemoutha.

### Reprezentativna karijera
Begović je igrao za Kanadu na Svjetskom prvenstvu 2007. za igrače ispod 20 godina. Branio je jako dobro usprkos porazu od 3:0 od Čilea.
14. kolovoza 2007. godine je Begović dobio prvi poziv za kanadsku "A" reprezentaciju za prijateljsku utakmicu s Islandom. Asmir je prihvatio poziv, ali nije zaigrao za tim u kvalifikacijama za Svjetsko prvenstvo 2010.
Gold Cup 2009. Begović je propustio zato što je Portsmouth tražio od njega da provede pripremno razdoblje s njima. No, to je iskoristio Miroslav Blažević, izbornik bosanskohercegovačke reprezentacije i pozvao ga da nastupa za rodnu zemlju. Begović je na to pristao, no 12. srpnja 2009. godine dao je intervju za kanadske medije u kojem je izrazio želju i dalje braniti za Kanadu te tvrdio da neće nastupati za BiH. 
No kasnije je to demantirao tvrdeći da je došlo do nesprazuma i da je njegova jedina reprezentacija BiH. 
Miroslav Blažević je Begović uvrstio na popis BiH reprezentacije za prijateljski susret protiv Irana, no Begović nije mogao doći zbog rođenja kćeri, uz obećanje da će se odazvati na kvalifikacijske utakmice za Svjetsko prvenstvo 2010. protiv Armenije 5. rujna te Turske 9. rujna 2009. godine.

## Obitelj
Begovićev je otac bio vratar u FK Leotaru iz Trebinja i Iskri iz Stoca. Begović je s obitelji napustio rodnu Bosnu i Hercegovinu tijekom rata, otišavši u Njemačku, a potom i Kanadu.

## Vanjske poveznice
- Profil na Transfermarktu
- Profil na Soccerwayu